# Карлос Роа
Карлос А̀нхел Роа (на испански: Carlos Ángel Roa) е аржентински футболен вратар и треньор.

## Биография
Карлос Роа започва своята професионална футболна кариера през 1988 г. в аржентинския клуб Racing Club de Avellaneda. Заради своя вегетариански начин на живот е наречен от колеги и фенове „марулата“.
По време на един турнир в Африка през 1990 г. Роа се инфектира с малария.
През 1994 г. той преминава към Club Atlético Lanús, с когото печели през 1996 г. купата Copa Conmebol.
След това отива в Европа в испанския клуб Real Club Deportivo Mallorca, с когото печели през 1998 г. суперкупата на Испания (Supercopa de España).
През 1998 г. Карлос Роа става вратар на аржентинския национален отбор по време на световното първенство по футбол във Франция. В предварителния кръг не допуска гол, а в осминафиналите спасява две дузпи и по този начин допринася за отстраняването на английския отбор.
След световното първенство Манчестър Юнайтед желае да го закупи и предлага милиони на неговия клуб, но Роа обявява изненадващо, че се оттегля от спорта, тъй като като член на Църквата на адвентистите от седмия ден не може да спазва съботния ден.
През 2000 г. той се завръща на стадиона и се прехвърля от Mallorca в испанския Albacete Balompié. Неговото завръщане се спира от раково заболяване. След дълго лечение продължава своята кариера през 2004 г. като треньор в испанската трета дивизия, а от 2005 г. отново като вратар в първодивизионния испански отбор Olimpo de Bahía Blanca.